# Repnje
Repnje – wieś w Słowenii, w gminie Vodice. W 2018 roku liczyła 349 mieszkańców.